# James Lee
Pour les articles homonymes, voir James Lee (homonymie) et Lee.
 (décembre 2017).
Si vous disposez d'ouvrages ou d'articles de référence ou si vous connaissez des sites web de qualité traitant du thème abordé ici, merci de compléter l'article en donnant les références utiles à sa vérifiabilité et en les liant à la section « Notes et références ».
James Lee est un botaniste britannique, né en 1715 et mort en juillet 1795 dans cette même ville.
Il est jardinier au Syon House près de Brentford, il devient viticulteur d’Hammersmith en 1760. Il traduit des morceaux de l’œuvre de Carl von Linné (1707-1778) sous le titre d’Introduction to the Science of Botany (1760). Il introduit en Grande-Bretagne la culture du Fuchsia et de nombreuses espèces de plantes exotiques.